# Llena de amor (telenovela de 1980)
Llena de amor era una telenovela argentina producida y dirigida para ATC (hoy Televisión Pública) en 1980. Fue protagonizada por Elcira Olivera Garcés y Enzo Bai. Además contó con las participaciones estelares de Mariana Karr, Coni Vera, Deborah Warren, Patricia Castell y Rolando Chávez.

## Elenco
- Elcira Olivera Garcés - Blanca
- Enzo Bai - Enrique
- Mariana Karr - Helena
- Coni Vera - Rita
- Rolando Chávez
- Deborah Warren
- Patricia Castell
- Constanza Maral
- Alicia Anderson
- Aurora del Mar
- Jorge Larrea
- Raúl Filippi
- Martín Zabalúa
- Carlos Pamplona

## Equipo de producción
- Historia: Abel Santa Cruz
- Dirección: Juan Manuel Fontanals
- Productor: Juan Manuel Fontanals